# Mir Sultan Khan
Malik Mir Sultan Khan (1905 – 25 tháng 4 năm 1966) là kỳ thủ cờ vua mạnh nhất từ châu Á trong thời kỳ ông sống. Vốn là một người hầu từ Ấn Độ thuộc Anh, ông du lịch cùng với ông chủ của mình, Đại tá Nawab Sir Umar Hayat Khan ("Sir Umar"), đến Anh, nơi ông đột ngột nổi tiếng với tài năng chơi cờ vua. Với một sự nghiệp cờ vua quốc tế ngắn ngủi chỉ kéo dài 5 năm (1929-1933), ông đã giành chức vô địch nước Anh ba lần trong bốn lần tham gia giải (1929, 1932, 1933), và có kết quả xuất sắc ở các giải quốc tế khác. Kết quả thi đấu này đã đặt ông vào top 10 kỳ thủ hàng đầu trên thế giới. Sir Umar sau đó đã đưa ông trở lại Ấn Độ, tại đó ông đã từ bỏ cờ vua và trở lại cuộc sống khiêm tốn của mình. David Hooper và Kenneth Whyld đã gọi ông là "kỳ thủ tự nhiên xuất sắc nhất của thời hiện đại". Mặc dù ông là một trong số kỳ thủ cờ vua hàng đầu thế giới trong những năm 1930, FIDE - Liên đoàn Cờ vua Thế giới - đã không bao giờ trao cho ông bất kỳ danh hiệu nào. (Đại kiện tướng hoặc kiện tướng).

## Sự nghiệp cờ vua
Sultan Khan sinh ra ở United Punjab, Ấn Độ thuộc Anh, nơi ông đã được cha mình dạy chơi cờ vua cổ Ấn Độ khi lên 9 tuổi. Theo quy tắc của trò chơi này vào thời điểm đó, luật  phong cấp tốt và hết nước đi là khác so với cờ vua, và quân tốt không thể di chuyển hai ô ở nước đi đầu tiên. Khi 21 tuổi Sultan Khan được coi là kỳ thủ mạnh nhất vùng Punjab. Vào thời gian đó, Sir Omar đã đưa ông tới phục vụ ở nhà riêng, với ý tưởng là dạy ông phiên bản cờ vua hiện đại và giới thiệu ông với các kỳ thủ châu Âu. Năm 1928, Sultan Khan vô địch giải cờ vua toàn Ấn Độ, với tám thắng, một hòa, không thua ván nào.
Vào mùa xuân năm 1929, Sir Omar đã đưa Sultan Khan tới London, và một giải cờ mang tính huấn luyện đã được tổ chức riêng cho anh. Do thiếu kinh nghiệm và không có kiến thức lý thuyết cờ vua, Sultan Khan thi đấu kém, đồng vị trí cuối cùng với kỳ thủ H. G. Conde, đứng sau cả William Winter and Frederick Yates. Sau giải đấu, Winter and Yates luyện tập với Sultan Khan để giúp Khan chuẩn bị cho Giải vô địch cờ vua toàn nước Anh sẽ được tổ chức vào mùa hè năm đó. Ông đã vô địch giải này trước sự ngạc nhiên của tất cả mọi người. Ngay sau đó, ông lại trở về Ấn Độ với Sir Omar.
Trở lại châu Âu trong tháng 5 năm 1930, Sultan Khan bắt đầu một sự nghiệp cờ vua quốc tế với nhiều ván thắng các đại kiện tướng hàng đầu thế giới. Kết quả tốt nhất của ông là thứ hai sau Savielly Tartakower ở Liège năm 1930; thứ ba ở Hastings 1930-31 (+5-2=2) sau nhà vô địch thế giới trong tương lai Max Euwe và cựu vô địch thế Giới José Raúl Capablanca; thứ tư tại Hastings 1931-32; thứ tư ở Bern, 1932 (+10-3=2), và đồng giải ba với Isaac Kashdan ở London năm 1932 sau nhà vô địch thế giới Alexander Alekhine và Salo Flohr. Sultan Khan một lần nữa vô địch toàn nước Anh năm 1932 và năm 1933.. Trong các trận đấu tay đôi, ông đánh bại Tartakower năm 1931 với tỷ số suýt soát (+4-3=5) và thua Flohr năm 1932 cũng với một tỷ số suýt soát (+1-2=3).
Sultan Khan ba lần chơi ở bàn 1 cho nước Anh tại các Olympiad Cờ vua. Tại Hamburg 1930, hồi đó không có quy tắc các đội phải đặt người giỏi nhất lên bàn 1, và một số đội không tin vào sức cờ của Sultan Khan, đã đưa kỳ thủ thứ hai của họ, hoặc thậm chí kỳ thủ thứ ba để đấu với ông. Ông giành 9 ván thắng, 4 ván hòa, và 4 ván thua (64.7%). Tại Prague năm 1931, ông phải đối mặt với một dàn đối thủ mạnh hơn rất nhiều. Lần này Sultan Khan có một kết quả xuất sắc, với tám thắng, bảy hòa, và hai ván thua (67.6%). Kết quả này bao gồm ván thắng Flohr và Akiba Rubinstein, và các ván hòa với Alekhine, Kashdan, Ernst Grünfeld, Gideon Ståhlberg, và Efim Bogolyubov. Tại Folkestone năm 1933, ông có kết quả tồi tệ nhất, thắng bốn, hòa sáu, và thua bốn ván trước dàn đối thủ bao gồm các kỳ thủ giỏi nhất thế giới: Alekhine, Flohr, Kashdan, Tartakower, Grünfeld, Ståhlberg, và Lajos Steiner.
Reuben Fine đã viết:
Câu chuyện của Sultan Khan người Ấn Độ hóa ra là một câu chuyện bất thường nhất.  Từ "Sultan" không phải là một chức danh mà chúng ta đã tưởng nhầm; nó chỉ đơn thuần là một tên riêng. Thực ra Sultan Khan chỉ là một người nông nô tại nhà riêng của một maharajah khi thiên tài cờ vua của ông được phát hiện. Ông nói tiếng Anh kém, và ghi chép ván cờ bằng tiếng Hindustani. Có người nói rằng ông thậm chí không biết đọc các ký hiệu ghi chép ván cờ của châu Âu.
Sau giải đấu [1933 Folkestone Olympiad] đội Mỹ được mời đến nhà của chủ Sultan Khan ở London. Khi chúng tôi tới, chúng tôi đã được ngài maharajah chào đón với lời nhận xét: "Thật là một vinh dự cho các bạn khi được có mặt ở đây; thường thì tôi chỉ trò chuyện với những con chó săn của tôi." Mặc dù ông ấy là một người Hồi giáo, ông ấy đã được cấp giấy phép đặc biệt để uống đồ uống có cồn, và ông đã sử dụng quyền này một cách rất thoải mái. Ông đã đưa cho chúng tôi bốn trang in kể lại tiểu sử và những chiến công của mình; tuy vậy những gì chúng tôi thấy về thành tựu ông đã làm chỉ là sinh ra trong một gia đình maharajah. Trong khi đó Sultan Khan, mục tiêu chính của chúng tôi khi tới đây, chỉ được maharajah đối xử như một người hầu (theo luật pháp Ấn Độ), và chúng tôi thấy mình ở vị trí đặc biệt khi được một đại kiện tướng cờ vua phục vụ bàn.
Vào tháng 12 năm 1933, Sir Omar đã đưa Sultan Khan trở lại Ấn Độ. Trong năm 1935, ông có một trận đấu tay đôi với V. K. Khadilkar, chỉ hòa duy nhất một ván, thắng 9 ván còn lại. Kể từ đó thế giới cờ vua không bao giờ còn thấy ông lần nào nữa.

## Cuối đời
Cô Fatima, cũng là một người hầu của Sir Omar, đã giành chức vô địch cờ vua nữ toàn nước Anh năm 1933 với 3 điểm cách biệt, 10 thắng, 1 hòa, không thua ván nào. Cô ấy nói rằng Sultan Khan, khi trở về Ấn Độ, cảm thấy như được giải thoát khỏi nhà tù. Với khí hậu ẩm ướt của nước Anh, ông liên tục bị sốt rét, cảm cúm, và nhiễm trùng cổ họng, thường chơi cờ với cái cổ được quấn khăn kín mít. Sir Umar chết vào năm 1944, để lại cho Sultan Khan một trang trại, nơi mà ông sống phần còn lại của cuộc đời mình. Ather Sultan, con trai cả của ông nhớ lại rằng ông không dạy anh môn cờ vua, và nói với các con rằng trong đời chúng nên làm một cái gì hữu ích hơn thay vì chơi cờ.
Sultan Khan chết vì bệnh lao ở Sargodha, Pakistan (quận mà ông đã được sinh ra) vào ngày 25 tháng 4 năm 1966.